# موسوعة شعر الغناء اليمني في القرن العشرين
موسوعة شعر الغناء اليمني في القرن العشرين هي أول موسوعة يمنية فنية تتضمن ثلاثة آلاف وستمائة وخمساً وتسعين «3695» قصيدة غنائية لأكثر من مأتي شاعر وفنان يمني، مطبوعة في عشرة مجلدات إضافة إلى مجلد خاص بالفهارس وإصدرتها دائرة التوجيه المعنوي التابعة لوزارة الدفاع وطبعت بمطابعها.